# ヘリセン

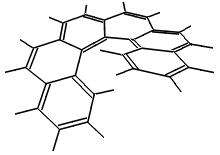
[6]ヘリセンの構造

ヘリセン（英: helicene）とは、複数の芳香環が辺を共有しながららせん状につながった（縮環した）化合物の総称である。単に「ヘリセン」と言う場合では、特に光学活性なものを指すことが多い。英語で「らせん」を意味する "helice" から命名された。つながったベンゼン環単位の数を [ ] 内に入れて、[n]ヘリセンと書き表す。

## 概要
ヘリセンは1955年、「ニューマン投影図」の考案者として有名なメルヴィン・ニューマンらによって初めて合成された。不斉炭素を持たずとも、芳香環の混み具合によってキラリティが発現することを示した歴史的業績とされる。その後スチルベン型前駆体を光で異性化させ、ヨウ素などで脱水素芳香化して合成される手法が開発され、さらに長いヘリセンも合成が確認された。また最近ではビナフチル骨格からオレフィンメタセシスによってヘリセン骨格を合成する方法も報告されている。前者の手法で1975年に合成された[14]ヘリセンが長らく最長のものであったが、2015年、スチルベン型前駆体を酸化的光環化させることで[16]ヘリセンが合成され、記録が塗り替えられた。
ベンゼン環のみから成るヘリセンのうち、室温でもらせん構造のキラリティーを安定に保持し、かつ最も環の数が少ないものは[6]ヘリセン（別名ヘキサヘリセン）である。末端の芳香環同士の立体障害により、右巻きと左巻きのらせん型の異性体は入れ替わることができず、これら二つは互いにエナンチオマー（光学異性体）の関係にある。なお、環が一つ短い[5]ヘリセンもらせん型をとるが、これは室温において徐々にラセミ化する。
ヘリセンには、比旋光度が高いものが多く知られ、[6]ヘリセンの[α]Dは 3640°にも達する。[6]ヘリセンの最初の光学分割は、その結晶をピンセットで選り分け、旋光度を測ることで行われた。

## 関連化合物
シクロプロパンが頂点で4つつながった化合物もらせん状になることが知られ、光学分割が可能である。これは全てがσ結合で成り立っていることから、σ-ヘリセンと名付けられている。またヘリセンのベンゼン環の間にシクロブタジエンを挿入した形の「ヘリフェン」も合成されているが、こちらは[9]ヘリフェンになってもラセミ化を起こしやすいことがわかっている。